# Hunter S. Thompson
Hunter Stockton Thompson (Louisville, Kentucky, 1937. július 18. – Woody Creek, Colorado, 2005. február 20.) amerikai író és újságíró, a gonzó újságírás kiemelkedő alakja. Írásaiból több filmfeldolgozás is készült, legismertebb az 1998-as Félelem és reszketés Las Vegasban (Fear and Loathing in Las Vegas), amit Terry Gilliam rendezett Johnny Depp és Benicio del Toro főszereplésével.

## Élete
Louisville-ben született 1937-ben, apja Jack Robert Thompson (1893–1952) világháborús veterán, anyja Virginia Ray Davison (1908–1998) könyvtárosként dolgozott a Louisville Public Libraryben. 14 éves volt, amikor apja váratlanul meghalt. Anyja alkoholista lett, és egyedül nevelte őt és két öccsét. Az iskolában problémás gyerek volt, de kiváló sportoló. Karrierjét sportújságíróként kezdte a floridai Eglin légibázison, ahol pilóta volt. Eközben esti kurzusokat látogatott a Floridai Állami Egyetemen, és a The Command Courrier sportrovatának lett szerkesztője. 1958-ban leszerelt a légierőtől, ahol amúgy is kezelhetetlenként 
tartották számon, és rövidesen New Yorkba költözött, ahol belevetette 
magát a beatmozgalom furcsán hedonista világába, és a The Timesnak dolgozott irodai mindenesként. Képes volt többször írógéppel lemásolni Scott Fitzgerald A nagy Gatsby-jét és Ernest Hemingwaytől a Búcsú a fegyverektől c. regényt, hogy begyakorolja az írók stílusát. Innen engedetlensége miatt kirúgták. Következő munkahelyéről is hamar elküldték, mert tönkretette az irodai cukorkaautomatát és belekötött egy étterem-tulajdonosba, aki a lap egyik állandó hirdetője volt. Ezután Puerto Ricoóba költözött, hogy az El Sportivónak írjon. A lap hamar tönkrement, de Thompson az országban maradt. Az itteni élményei inspirálták a Rumnapló című regényét, ami sokkal később, 1998-ban jelent csak meg. Ekkoriban írta a Prince Jellyfisht is, ami máig kiadatlan regénye maradt.
1965-ben Carey McWilliams, a The Nation szerkesztője felkérte, hogy írjon cikket a Hells Angels motoros bandáról. A cikk megjelenése után rengeteg kiadó megkereste, hogy írjon egy egész könyvet. Thompson egy éven át kísérte a motorosokat, így született meg a Hell’s Angels – Vad rege az Angyalokról c. könyv, tudtukon kívül. A tagok később részesedést követeltek a könyv utáni jogdíjakból.
A Hell's Angels könyv meghozta az igazi sikert, több neves magazin és napilap is megvette a cikkeit, publikálhatott például a The New York Times, a Harper’s vagy a Pageant hasábjain is. Az 1960-as évek végén két fontos cikke is megjelent a Timesban a hippi- és beatmozgalmakról, ezek után egy egész kötetet tervezett az Amerikai Álom haláláról. Chicagóba költözött, ahol tanúja volt az egyik legbrutálisabb összecsapásnak tüntetők és rendőrök között, amit Martin Luther King április 4-i beszéde robbantott ki. Ez óriási hatással volt Thompson politikai szemléletére. 1970-ben heccből indult az aspeni seriffválasztáson, ahol többek között a drogok legalizálását ígérte. Itt használta először a híres gonzó öklöt mint védjegyét. Ugyanebben az évben írta híressé vált cikkét a Scanlan’s Monthly magazinnak a Kentucky Derbyről (The Kentucky Derby Decadent and Depraved), amit az első igazi gonzó cikkeként tartanak számon. Ennél dolgozott együtt először a brit grafikussal, Ralph Steadmannel, aki későbbi műveit is illusztrálta.
Nem sokkal a cikk megjelenése után ismerkedett meg a chicagói politikai aktivista és ügyvéd Oscar Zeta Acostával, mert a mexikói származású tévés újságíró, Rubén Salazar meggyilkolásáról akart vele interjút készíteni a Rolling Stone-nak. Ehelyett azonban együtt utaztak Las Vegasba, a Mint 400 sivatagi motorversenyre tudósítani. Ezek az élmények inspirálták leghíresebb regényét, a Félelem és reszketés Las Vegasbant.
1973-ban a Rolling Stone számára írt cikksorozatot Richard Nixon elnökválasztási kampányáról, ennek gyűjteménye a Fear and Loathing on the Campaign Trail ’72. A 80-as évek végén főleg a San Francisco Examinernek írt kritikákat, cikkei minősége napról napra változott. 1983–94-ig megjelentették a legfontosabb cikkeit négy kötetben Gonzo Papers I.-IV. címmel. 1998-ban jelent meg a Rumnapló is, 2003-ban A félelem birodalma, 2004-ben pedig az utolsó könyve, a Hey Rube. Karrierjét sportújságíróként fejezte be, de a halála előtti években már ez is nehézséget okozott számára. Mivel ezt felismerte, 2005. február 20-án Woody Creek-i otthonában főbe lőtte magát. Fél évvel Thompson halála után Johnny Depp 3 millió dollárért öntetett egy ágyút, hogy Aspen közelében (Woody Creekben) kilőhesse az író hamvait. Az eseményen Thompson 300 ismerőse vett részt.

## Magyarul megjelent művei
- Félelem és reszketés Las Vegasban Őrült utazás az Amerikai Álom fellegvárában (ford. Vágvölgyi B. András, Narancs Könyvek, 1993) ISBN 963-7840-92-3
- Félelem és reszketés Las Vegasban. Őrült utazás az amerikai álom fellegvárában; ford. Vágvölgyi B. András; 2. jav. kiad.; Új Mandátum, Bp., 1999
- Hell's angels. Vad rege az Angyalokról; ford., előszó, kieg. Vágvölgyi B. András; Konkrét Könyvek, Bp., 2003 ISBN 963-210-087-5
- Rumnapló; ford. Totth Benedek; Konkrét Könyvek, Bp., 2005 ISBN 963-7424-02-4
- A félelem birodalma. A rossz csillagzat alatt született gyermek reszketésteljes titkai az amerikai évszázad utolsó napjaiból; Konkrét Könyvek, Bp., 2006 ISBN 963-7424-16-4
- Félelem és reszketés Las Vegasban. Veszett utazás az amerikai álom kellős közepébe; ford. Pritz Péter; Cartaphilus., Bp., 2011 (Filmregények)

## Színdarabok
- GONZO: A Brutal Chrysalis

## Róla vagy a műveiből készült filmek
- 1978 – Fear and Loathing on the Road to Hollywood
- 1980 – Ahol a bölény dübörög (Where the Buffalo Roam)
- 1988 – Hunter S. Thompson: The Crazy Never Die
- 1998 – Félelem és reszketés Las Vegasban (Fear and Loathing in Las Vegas)
- 2003 – Breakfast With Hunter
- 2004 – Come on Down: Searching for the American Dream
- 2005 – When I Die
- 2006 – Buy the Ticket & Take the Ride: Hunter S. Thompson on Film
- 2006 – Free Lisl: Fear and Loathing in Denver
- 2006 – Blasted!!! The Gonzo Patriots of Hunter S. Thompson
- 2008 – Gonzo: The Life and Work of Dr. Hunter S. Thompson
- 2012 – Rumnapló (The Rum Diary)